# Hakea rugosa
Hakea rugosa är en tvåhjärtbladig växtart som beskrevs av Robert Brown. Hakea rugosa ingår i släktet Hakea och familjen Proteaceae. Inga underarter finns listade i Catalogue of Life.